# شهرستان تگزاس (اکلاهما)
شهرستان تگزاس، اکلاهما (به انگلیسی: Texas County, Oklahoma) شهرستانی در ایالات متحده آمریکا است که در اکلاهما واقع شده‌است.

## خصوصیات
شهرستان تگزاس ۵٬۳۰۶٫۱ کیلومترمربع مساحت دارد.